# 查尔斯·格伦茨巴赫
查尔斯·格伦茨巴赫（英語：Charles Grenzbach，1923年12月29日—2004年3月29日），美国音频工程师。他赢得过1次奥斯卡最佳音响效果奖，并且获得过2次提名。自1956年至1989年，格伦茨巴赫曾参与制作过130多部电影。

## 部分影视作品
格伦茨巴赫获得过1次奥斯卡奖，并获得2项提名。
获奖
- 野战排 (1986)[1]

提名
- 教父 (1972)[2]
- 唐人街 (1974)[3]